# Ezekiel Kemboi
Ezekiel Kemboi Cheboi (* 25. května 1982, Matira) je keňský atlet, dvojnásobný olympijský vítěz, trojnásobný vicemistr světa a čtyřnásobný mistr světa na trati 3000 metrů překážek.
Jako jediný steeplař v roce 2009 zaběhl tuto trať pod osm minut, když si v katarském Dauhá vytvořil 8. května nový osobní rekord 7:58,85. 17. června 2009 vyhrál závod na ostravském mítinku Zlatá tretra. Trať zaběhl v čase 8:09,55. Jeho současný osobní rekord je 7:55,76.